# Волобуев, Андрей Михайлович
Андрей Михайлович Волобуев (род. 1957) — экс-сотрудник советских и российских органов государственной безопасности, государственный советник Российской Федерации 1-го класса.

## Биография
Андрей Михайлович Волобуев родился 9 января 1957 года в Ростовской области. После окончания средней школы поступил в Новочеркасский политехнический институт. В 1979 году окончил его, получив специальность инженера-химика-технолога.
В 1981 году поступил на службу в органы Комитета государственной безопасности при Совете Министров СССР. Служил сначала на оперативных, затем на высоких руководящих должностях.
В 2010 году Волобуев окончил Московский институт предпринимательства и права. В том же году он вышел в отставку и возглавил Межрегиональное управление Федеральной службы по финансовому мониторингу по Северо-Кавказскому федеральному округу.
Государственный советник Российской Федерации 1-го класса.
Также награждён медалью ордена «За заслуги перед Отечеством» 2-й степени, многочисленными государственными и ведомственными наградами.